# France Antarctique

Nicolas Durand de Villegagnon.

France Antarctique war der Name des fehlgeschlagenen französischen Kolonisationsversuchs südlich des Äquators, der von 1555 bis 1567 zwischen Rio de Janeiro und Cabo Frio stattfand.
Brasilien war im April 1500 von einer von Pedro Álvares Cabral im Auftrag der portugiesischen Krone geführten Flotte entdeckt worden, die im heutigen Porto Seguro, Bahia, landete. Doch bis auf Salvador da Bahia (erste Hauptstadt Brasiliens) blieb der Rest des neuen Territoriums fünfzig Jahre lang noch weitestgehend unerforscht.
Am 1. November 1555 besetzte ein hugenottischer französischer Vizeadmiral namens Nicolas Durand de Villegagnon (1510–1575) mit einer kleinen Flotte aus zwei Schiffen, 600 Soldaten und hugenottischen Siedlern die kleine Insel Sergipe in der Guanabara-Bucht, an der heute Rio de Janeiro liegt. Auf dieser Insel erbauten sie ein Fort namens Fort Coligny, dies zu Ehren von Gaspard de Coligny, einem hugenottischen Admiral, der die Expedition unterstützte, um seine Glaubensbrüder zu schützen. Dem noch immer weitgehend unentwickelten Festlanddorf gab Villegagnon den Namen Henriville, um Heinrich II. von Frankreich zu ehren, der die Expedition ebenfalls unterstützt und die Flotte ausgerüstet hatte. Dennoch gelang es der französischen Krone nicht, Villegagnons Anstrengungen, die Reichweite Frankreichs in der neuen Welt zu vergrößern, sinnvoll zu nutzen. Die Siedlungen verletzten die päpstliche Bulle von 1493, die die neue Welt zwischen Portugal und Spanien aufteilte. Diese Teilung wurde später durch den Vertrag von Tordesillas noch exakter festgelegt. 

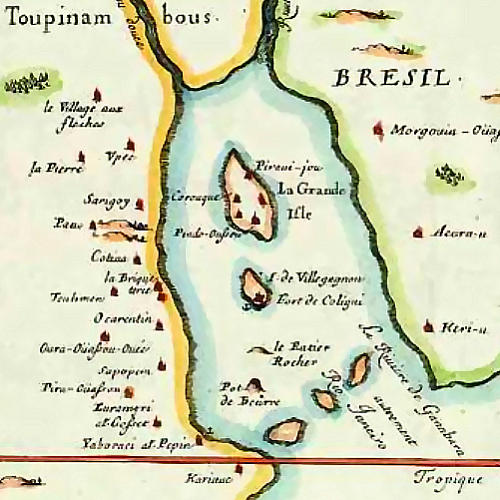
Eine französische Karte aus dem Jahr 1555

Ungestört durch die Portugiesen, die anfangs wenig Notiz von seiner Landung nahmen, expandierte Villegagnon die Kolonie 1556, indem er mehr Siedler herbrachte, diesmal vor allem Calvinisten aus Genf. Die drei Schiffe führte sein Neffe Bois le Comte. Villegagnon sicherte seine Position, indem er Verträge mit den Tamoio- und Tupinambá-Indianern der Region schloss, die gegen die Portugiesen kämpften. 1560 jedoch erhielt Mem de Sá, der neue Generalgouverneur Brasiliens, von der portugiesischen Regierung den Auftrag, die Franzosen zu vertreiben. Er attackierte Fort Coligny mit einer Flotte von 26 Kriegsschiffen und 2000 Soldaten und zerstörte die Festung innerhalb von drei Tagen. Es gelang ihm jedoch nicht, die Bewohner und Verteidiger endgültig zu schlagen, da sie mit Hilfe der Indios aufs Festland fliehen konnten, wo sie weiterlebten und -arbeiteten. Villegagnon war 1558 nach Frankreich zurückgekehrt, da ihn die religiöse Spannung abstieß, die zwischen französischen Protestanten und Katholiken existierte, die auch mit der zweiten Gruppe gekommen waren. 
Beeinflusst von zwei Jesuiten (José de Anchieta und Manuel da Nóbrega), beauftragte der Generalgouverneur seinen Neffen Estácio de Sá mit der Vorbereitung eines neuen Angriffs. Estácio de Sá gründete am 1. März 1565 die Stadt Rio de Janeiro und bekämpfte die Franzosen für zwei weitere Jahre. Mit der Hilfe einer militärischen Verstärkung, gesandt durch seinen Onkel, gelang ihm am 20. Januar 1567 der endgültige Sieg über die französischen Kräfte und ihre Vertreibung aus Brasilien. Allerdings erlag er einen Monat darauf der Verwundung durch einen Pfeil, die er sich in der Schlacht zugezogen hatte. Colignys und Villegaignons Traum hatte lediglich zwölf Jahre lang vorgehalten.
Die beiden französischen Versuche, Territorium in Brasilien zu erobern, waren hauptsächlich verantwortlich für die Entscheidung der portugiesischen Krone, die Kolonisationsanstrengungen in Brasilien zu verstärken.